# LB루셈
LB루셈(LB Lusem)은 대한민국 기업 LG와 일본기업 Oki반도체가 합작하여 2004년 7월에 설립한 회사이다.

## 연혁
- 2004년 7월 대한민국 기업 LG와 일본기업 Oki반도체가 합작하여 '주식회사 루셈(Lusem)' 설립
- 2004년 11월 고도기술수반사업 업체 인증
- 2005년 3월 Drive IC 월 2백만개 생산
- 2005년 5월 준공식 실시
- 2006년 4월 B동 공장 준공
- 2006년 9월 월 매출 100억원 달성, 누적 생산 1억개 달성
- 2007년 8월 월 200억원 매출 달성
- 2007년 11월 품질경영 대회 대통령 표창 수상
- 2007년 12월 무역의 날 수출 1억불 탑 수상
- 2008년 11월 무역의 날 수출 2억불 탑 수상
- 2009년 7월 매출 300억원 목표 달성
- 2009년 11월 Drive IC 年 4억개 생산 달성
- 2010년 6월 일본 Sharp社 Drive IC 공급개시
- 2010년 10월 고객이 인증한 세계 최고의 경쟁력 회사로 선정
- 2010년 11월 구미시 2010년 최고 기업인상 수상
- 2011년 1월 신임 이상훈 대표이사 취임
- 2011년 3월 제45회 납세자의 날 기획재정부장관상 수상
- 2011년 6월 영덕연수원 개원
- 2011년 12월 무역의 날 수출 3억불 탑 수상
- 2012년 3월 COG Set-up 완료 및 생산
- 2012년 10월 Sharp向 Source-IC 개발 및 양산
- 2013년 1월 Drive IC CEC社(중국向) 첫 출하
- 2013년 2월 루셈 어린이집 개원
- 2013년 5월 Bump 제품 초도 양산 및 출하
- 2014년 5월 Smart IC 초도 양산 및 생산
- 2014년 10월 기업 상생협력 표창장 수상
- 2015년 1월 방열 COF 양산개시
- 2015년 4월 AEO(종합인증우수업체) 국가공인인증 획득
- 2015년 5월 신규 공장부지 획득
- 2016년 8월 Plastic OLED용 2Metal COF 양산 개시
- 2018년 1월 LB그룹으로 편입하여 '주식회사 루셈' -> '주식회사 엘비루셈(LB Lusem)'으로 사명 변경
- 2025년 2월 1일 LB세미콘에 흡수합병[3]
- 2025년 2월 21일 상장폐지

## 제품
- Driver IC
- IoT
  - RFID Tag
  - HF/NFC Tag
  - Smart IC
- 액티브 광케이블
  - HDMI
  - HDMI 커머셜
  - HDMI 레지던셜
  - HDMI 분리형
  - HDMI 2.0
  - DisplayPort